# Kaibab-Plateau

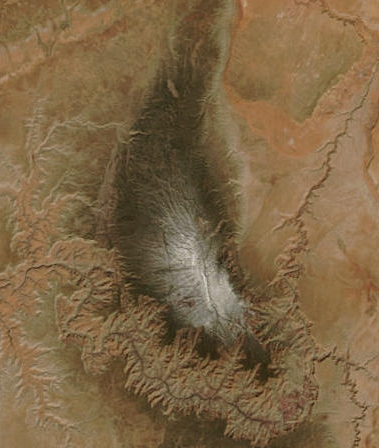
Satellitenbild des Kaibab-Plateaus

Das Kaibab-Plateau ist eine baumbestandene Hochebene im Südwesten der Vereinigten Staaten, die zum weit größeren Colorado-Plateau gehört.

## Etymologie
Das Wort Kaibab, ursprünglich Kai'vi'vits, stammt aus der Sprache der südlichen Paiute und hat die Bedeutung sich niederlegender Berg (im Englischen mountain lying down). Der Stamm der Kaibab lebt heute im Kaibab-Indianerreservat im äußersten Nordosten des Mohave Countys.

## Geographie
Das Kaibab-Plateau liegt überwiegend im Coconino County im US-Bundesstaat Arizona und nur zu einem geringen Teil im Kane County Utahs. Die Hochebenenlandschaft ist auch als Buckskin Mountain, Buckskin Plateau und Kaibab Mountain bekannt. Nächstgrößere Stadt ist Las Vegas in Nevada.
Die Ausdehnung des Plateaus beträgt bei einer Gesamtfläche von 2980 Quadratkilometer 95 Kilometer in nord-südlicher und 40 Kilometer in west-östlicher Richtung. Der höchste Punkt des Plateaus befindet sich 2805 Meter über dem Meeresspiegel.
Das Plateau wird im Süden vom Grand Canyon eingegrenzt. Im Westen, Süden und Osten des Plateaus finden sich steile Felsabbrüche und Schluchten, während das Gelände nach Norden ganz allmählich abflacht. Der Großteil des restlichen Plateaus nördlich des Grand-Canyon-Nationalparks wird vom Kaibab National Forest eingenommen. Die Schluchten, die das Plateau begrenzen, wurden durch den Colorado River und den Hualapai River geformt.

## Geologie
Das Kaibab-Plateau stellt geologisch eine grob nord-südlich verlaufende, asymmetrische Antiklinale am Westrand des Colorado-Plateaus dar, welche sich vom Norden Arizonas bis in den Süden Utahs erstreckt. Ihre Oberfläche wird weitestgehend vom Kaibab Limestone eingenommen. Alternative Bezeichnungen für die Struktur sind Kaibab Arch  (Kaibab-Gewölbe) und Kaibab Uplift (Kaibab-Anhebung). Dies unterstreicht, dass es sich hierbei um eine herausgehobene Aufwölbung des proterozoischen Grundgebirges handelt.
Die Ostbegrenzung des Plateaus wird durch die East Kaibab Monocline gebildet – eine rund 240 Kilometer lange, Ost-vergente Monoklinale. Die Westbegrenzung der Struktur erfolgt durch die West Kaibab Fault Zone (WKFZ) – eine gestaffelte Aneinanderreihung von Verwerfungen, hinterlegt von der West Kaibab Monocline. Es wird angenommen, dass diese beiden Begrenzungen des Kaibab Plateaus über bedeutenden Störungen im Grundgebirge zu liegen kommen, welche während der Laramischen Gebirgsbildung reaktiviert wurden. Der dem Grundgebirge aufliegende paläozoische Sedimentstapel wurde hierdurch hebebühnenartig angehoben und legte sich als Monoklinalen über die Plateuränder. Die Randzonen erfuhren hierbei drape folding, d. h. die Schichten wurden während des Faltungsvorganges über den nahezu senkrecht stehenden Verwerfungen des Untergrundes im Faltenschenkel tektonisch in ihren Mächtigkeiten reduziert.

## Klima
Im Winter sind weite Teile des Plateaus mit Schnee bedeckt, wobei die höchsten Teile des Plateaus nahezu ganzjährig verschneit sind. Von Mai bis Anfang Juli ist das Klima hingegen sehr trocken. Immer wieder kommt es zu heftigen Gewitterstürmen auf dem Plateau.

## Ökologie

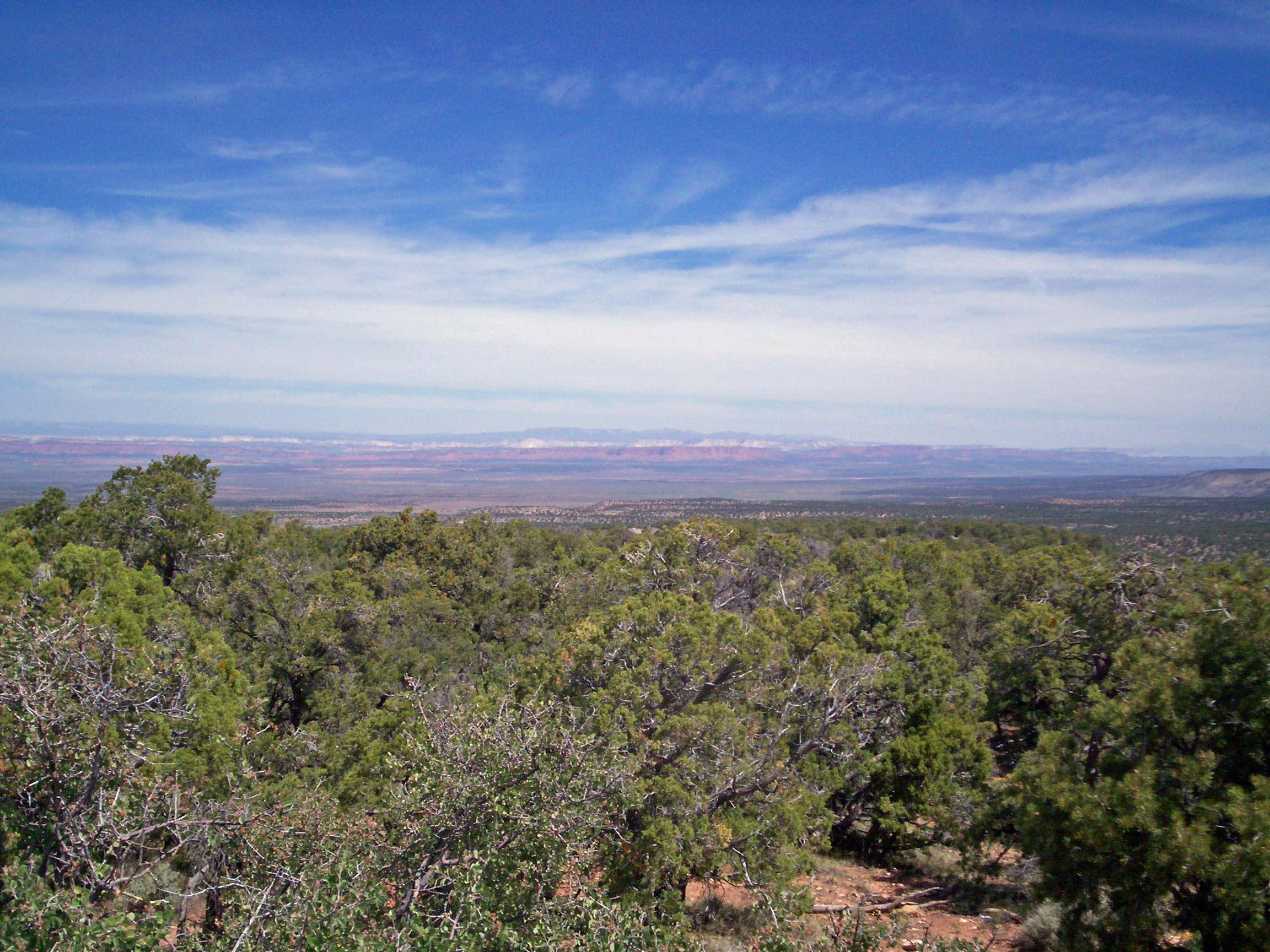
Kiefernwald auf dem Plateau, im Hintergrund die Vermillion Cliffs

Das Plateau ist weitgehend bewaldet. Aufgrund der Höhenlage wird die Vegetation von Nadelwald dominiert. Prägend sind in niedrigeren Lagen die Gelb-Kiefer, vergesellschaftet mit Gambel-Eiche und Neumexiko-Robinie. In den überwiegenden Hochlagen steht ein Fichten-Tannen-Wald aus Engelmann-Fichte, Stech-Fichte, Gewöhnliche Douglasie und Kolorado-Tanne.

## Wirtschaftliche Nutzung
Im Gebiet findet Bergbau, Weide- und Forstwirtschaft, sowie Tourismus statt.